# Кандидат богослов'я
Кандидат богослов'я — церковний учений ступінь.

## В Російській імперії
До 1814 в Російській імперії була відсутня єдина система атестації в академіях Російської православної церкви — вчені ступені присуджувалися кожною академією у відповідності зі своїм статутом. У 1814 році з відкриттям Московської духовної академії були узгоджені статути всіх духовних академій в частині присвоєння вчених ступенів. В результаті за єдиними правилами стали присуджуватися вчені ступені «кандидат богослов'я», «магістр богослов'я» і «доктор богослов'я». Ступені кандидата і магістра богослов'я присвоювалися випускникам академій за результатами навчання та отриманим знанням. Ступінь доктора богослов'я присуджувалася за результатами захисту дисертації.
У 1819 році вступило в дію обов'язкове для всіх університетів Росії «Положення про вчені ступені», що визначило єдиний процедурний регламент присудження вчених ступенів та перелік наук, за якими може проводитися присудження вчених ступенів — богословські, юридичні, медичні та філософські науки.
У 1869 році з прийняттям нового статуту духовних академій порядок присвоєння ступенів був змінений. Ступінь кандидата богослов'я стала присвоюватися студентам, які закінчили три, магістерська — чотири курси навчання. З 1884 року тільки найбільш успішним випускникам стали присвоюватися ступені, а іншим — звання «дійсний студент». З 1884 року за результатами захисту дисертацій присуджувалися ступені: «доктор богослов'я», «доктор церковної історії» і «доктор канонічного права».